# Леонід (Філь)
Єпи́скоп Леонід (Феодо́сій Митрофа́нович Філь; 2 вересня 1960, Нестерівці, Хмельницька область)  — релігійний діяч у Біларусі. Єпископ Російської православної церкви українського походження; архієрей Білоуського екзархату РПЦ з титулом «Туровський та Мозирський». Православний педагог.

## Життєпис
Закінчив школу в Україні, з 1978 в большевицькій армії. 1981виїхав до РФ, де навчався у Московській духовній семінарії та Московській духовній академії. 1987 пострижений з іменем Леонід, ієродиякон, ієромонах.
1990 апарат РПЦ МП відряджає Леоніда Філя до Біларусі, керувати щойно відкритою Мінською духовною семінарією. 1 вересня 1992  — ігумен, призначений інспектором Мінської духовної семінарії. 14 грудня 1997  — ректор Мінської духовної академії. Тоді ж захистив дисертацію «Пастирство російської православної церкви XIV—XV ст.», присуджений ступінь вченого, кандидата богослов'я.

### Єпископ
27 грудня 2007  — призначений єпископом Речицьким, вікарієм Гомельської єпархії РПЦ МП.
12 лютого 2008  — хіротонія в єпископа Речицького, вікарія Гомельської єпархії. У ній, зокрема, взяли участь представники РПЦ в Україні — Антоній (Паканич) та Симеон (Шостацький).
7 червня 2012  — призначений Переосвященим Туровським та Мозирським РПЦ МП, несучи духовну службу на етнічних українських землях Біларусі.
Один із трьох українців — діючих архієреїв Білоруського екзархату.

## Нагороди
Церковні:
- 1999  — Орден святого благовірного князя Данила Московського.
- 2000  — Орден преподобного Сергія Радонезького III ступеню.
- 2006  — медаль Білоруської православної церкви святителя Кирила Туровського.
- 2010.  — орден прп. Сергія Радонезького II ст.;[4]
- медаль преп. Сергія Радонезького II степени;
- медаль преп. Сергія Радонезького I степени.

«Світські»:
- 2003  — почесна грамота Комітету у справах релігій та національностей при Раді Міністрів Білорусі.